# 涙色で
『涙色で』（なみだいろで）は、SARD UNDERGROUNDの2枚目のオリジナルアルバム。2024年8月21日にGIZA studioより発売された。規格品番はGZCA-5325。

## 概要
- PREMIUM EDITIONには、特典として、「SARD UNDERGROUND LIVE TOUR 2023 [hold me, my friend] at Zepp Osaka Bayside」の映像が収録されたBlu-rayが付属している[2]。
- このアルバムに関して、神野は「今回のアルバムでSARD UNDERGROUNDの世界がまとまった感じがしています。今までやってきたバラード曲やロック調の曲も含めて、全体的に整っているというか、世界観がしっかり構築されているんじゃないかなと思っています。[3]」とコメントし、「それぞれにそういう印象があるので、それはSARD UNDERGROUNDの世界観の枠が出来てきたということかな？と思っています[4]。」とコメントしている。
- 神野は「アルバムを作るとなったときに、全体で聴いて「これがSARD UNDERGROUNDだ」って思えるようなアルバムにしたかったのと、5周年ということで、10周年に向けての折り返しで改めて自分を見つめ直す、というのをテーマに作詞しました。[3]」とコメントし、また「このアルバムで、SARD UNDERGROUNDらしさを見つけられた気がしています。今までリリースしてきた中に、どの曲も入っていそうというか。アルバム『オレンジ色に乾杯』(1stオリジナルアルバム / 2021年9月発表)だったら、「私と恋をしてください」が入っていそうだと思ったり、「涙色で」は、前回の1stミニアルバム『日の名残り』(2022年9月発表)に入っている「花火よ燃え尽きて海に舞い上がれ！」の隣に並んでいそうと思ったり[4]。」とコメントしている。
- また、神野は「これまでは、遠回しな表現にこだわってきましたが、最近は、メロディーに合わせてまっすぐな感情を入れてみるなど、以前に比べて、伝えたいことをそのまま言葉にするようになった気がします。自分が成長したというよりは、自分のありたい姿や生き方を確認しながら、ちゃんとした自分であろうと思いながら書いている感じです[5]」と楽曲制作の作風の変化に関してコメントしている。
- このアルバムに関して、坂本は「友亜ちゃんの書く詞には私の好きな言葉がいつもたくさん出てくるんですけど、今回のアルバムは、通して聴いていると、明るい気持ちがポコポコ湧いてきて、こういうことをやりたいな、ああいうこともやりたいな、と、目の前が開けてくる気がします。頑張ろうっていう気持ちがすごく湧いてきて、元気がもらえて、だからファンの方にも早く聞いてほしいと思っています[5]」とコメントしている。
- また、坂本は「出来上がって、アルバム全体を聴いた時に、すごく満たされるなと思いました。元気になれる曲だったり、感動する曲だったり、季節を感じる曲だったり、いっぱいあるので、ぜひ聴いてほしいアルバムです[4]。」とコメントしている。
- 杉岡は、「私はよく休憩時間とかに2人にいろいろな相談をもちかけているんですけど、以前、『自分を大事にしたほうがいいよ』というようなことを言われたことがあって。今回のアルバムにはそんな人生を考えさせてくれるような曲がたくさん入っているのが魅力です。たとえば、『私と恋をしてください』の詞とか、ほかの楽曲にも“大事な人を大事にしないと”と思わせるフレーズがいろいろあって、“大事に生きよう！”と思えるアルバムになっていると思います」とコメントしている。
- また、杉岡は「全曲に、自分を大切にしようとか、大切な人を大切にしようとか、いろいろと考えさせられるような曲が多くて、本当に、人生の支えになってくれるようなアルバムだなと思います。同時に、みんなとの思い出も浮かんでくるようなアルバムです[4]。」とコメントしている。
- また、メンバー3人の演奏について、坂本は「回を重ねるごとに、音が重なった時の気持ちよさを感じているのですが、3人の仲がどんどん深まっていくことで、音も仲良くなっている気がします」とコメントし、神野は「3人の音が一体化して、私たちの世界ができているなって思います」とコメントし、杉岡は「「ライブでステージに立つ時は、普段話している時と顔つきが違うので、そのギャップを見てほしいし、それぞれがキャラクター立ちしているのも私たちの魅力だと思うので、そこも楽しんでもらいたいです」とコメントしている[5]。

## 収録曲

### CD（通常版・PREMIUM EDITION）
| 全作詞: 神野友亜（except M-8 作詞:鮫島琉星）。 |                            |                                      |                  |                     |
| #                                              | タイトル                   | 作詞                                 | 作曲             | 編曲                |
| 1.                                             | 「私と恋をしてください」   | 神野友亜（except M-8 作詞:鮫島琉星） | 藤中友哉 / Chris | 鶴澤夢人 / 長戸大幸 |
| 2.                                             | 「涙色で」                 | 神野友亜（except M-8 作詞:鮫島琉星） | 小澤正澄         | 小澤正澄            |
| 3.                                             | 「その結婚、正気ですか？」 | 神野友亜（except M-8 作詞:鮫島琉星） | 小澤正澄         | 麻井寛史            |
| 4.                                             | 「夢で逢いましょう」       | 神野友亜（except M-8 作詞:鮫島琉星） | 小澤正澄         | 小澤正澄            |
| 5.                                             | 「星の光」                 | 神野友亜（except M-8 作詞:鮫島琉星） | 大野愛果         | 麻井寛史            |
| 6.                                             | 「フタリシズカ」           | 神野友亜（except M-8 作詞:鮫島琉星） | 大野愛果         | 鶴澤夢人 / 長戸大幸 |
| 7.                                             | 「琵琶湖大橋」             | 神野友亜（except M-8 作詞:鮫島琉星） | 徳永暁人         | 徳永暁人            |
| 8.                                             | 「役者犬のうた」           | 神野友亜（except M-8 作詞:鮫島琉星） | 長戸大幸         | 徳永暁人            |
| 9.                                             | 「雨は虹になる」           | 神野友亜（except M-8 作詞:鮫島琉星） | 浅川悠魅         | 鈴木和哉            |
| 10.                                            | 「卒業式」                 | 神野友亜（except M-8 作詞:鮫島琉星） | 徳永暁人         | 徳永暁人            |
| 11.                                            | 「sanae」                  | 神野友亜（except M-8 作詞:鮫島琉星） | 大野愛果         | 鈴木和哉            |

### Blu-ray（PREMIUM EDTION）
| #   | タイトル                           | 作詞 | 作曲・編曲 |
| --- | ---------------------------------- | ---- | ---------- |
| 1.  | 「揺れる想い [tribute 2023]」      |      |            |
| 2.  | 「息もできない」                   |      |            |
| 3.  | 「心を開いて」                     |      |            |
| 4.  | 「Top Secret」                     |      |            |
| 5.  | 「瞳閉じて」                       |      |            |
| 6.  | 「その結婚、正気ですか？」         |      |            |
| 7.  | 「Oh my love」                     |      |            |
| 8.  | 「悲しいほど貴方が好き」           |      |            |
| 9.  | 「恋が待ち伏せしてた午後」         |      |            |
| 10. | 「かけがえのないもの」             |      |            |
| 11. | 「Blue tears」                     |      |            |
| 12. | 「翼を広げて」                     |      |            |
| 13. | 「役者犬のうた」                   |      |            |
| 14. | 「イチゴジャム」                   |      |            |
| 15. | 「黒い薔薇」                       |      |            |
| 16. | 「君がいない」                     |      |            |
| 17. | 「空っぽの心」                     |      |            |
| 18. | 「愛は暗闇の中で」                 |      |            |
| 19. | 「負けないで」                     |      |            |
| 20. | 「Today is another day（encore）」 |      |            |
| 21. | 「マイ フレンド（encore）」        |      |            |

## 楽曲解説
- シングル収録曲の詳細は、各項目を参照。

1. 私と恋をしてください
  - この曲に関して、杉岡がお気に入りの曲として挙げ、「“二人で映画のワンシーンのような毎日を送りたいんです”っていう歌詞が可愛いなと思って、めっちゃ好きです[4]。」とコメントしている。
2. 涙色で
  - この曲に関して、杉岡は「”死ねと言われたら死ねる”という歌詞が衝撃的すぎて、これまでSARD UNDERGROUNDを聴いてきた方も「えっ!?」ってなると思います。」[6]とコメントしている。
  - この曲に関して、神野はシリアスな世界観であると評している[6]。
  - 神野は「『夢で逢いましょう』と『涙色で』ですかね。自分らしさというか、“SARD UNDERGROUNDのボーカルの私”という感じがします。アクセントの付け方も坂井泉水さん寄りで、『星の光』には絶対ない歌い方ですね[4]。」とコメントしている。
  - また、神野は「『涙色で』は、パッと歌えたんですけど、今ライブの練習をしてて受けている印象は、ライブだとすごく難しそうだなと思っています。レコーディングであんなに歌えたのに、今は全然歌えないので（笑）。めっちゃ難しい。たぶん、曲順によるんだと思います。これを単体で歌うと大丈夫なんですけど、何かと何かに挟んで歌うと、音がわからなくなるというか。でも、頑張って練習します[4]。」とライブツアーに向けてコメントしている。
3. その結婚、正気ですか？
  - 2ndデジタルシングル
  - TOKYO MX「その結婚、正気ですか？」オープニング主題歌
4. 夢で逢いましょう
  - 7thシングル
  - 日本テレビ･読売テレビ系アニメ『名探偵コナン』エンディングテーマ。
5. 星の光
  - この曲はバンドのことを書いたドキュメンタリー感があると評されている[6]。
  - この曲に関して、坂本は「私は「『星の光』という曲がすごい好きで、これは5周年ということをテーマに書かれている曲なんですけど、私たち自身に刺さる言葉も多いですし、ギターから始まるイントロとメロディーもすごく好きで、お気に入りですね。」[6]とコメントしている。
  - この曲に関し、神野は「自分たちのこと、SARD UNDERGROUNDとファンの皆さんとの物語みたいなものを意識したのは初めてですね。」[6]と制作時のエピソードを話している。
  - 神野は「”今日がまた思い出の日になるよ”というフレーズがあるんですけど、毎回のライブでそれを感じてほしいですね。」[6]と歌詞についてコメントしている。
  - またこの曲の歌唱に関して、神野は「『星の光』は本当に難しくて、逆に何も考えずに歌いました（笑）。[4]」と収録時のエピソードを話している。
  - 杉岡は「カッコよくて、ベースのメロディーも耳に残るようなフレーズがあるので、早くライブでファンの皆さんの前で演奏したいと思っています[5]」とコメントしている。
6. フタリシズカ
  - ゆったりとした、アコースティカルなミディアムナンバーである[6]。
  - この曲に関して、神野は「この曲は、3年前にリリースしたシングルの「ブラックコーヒー」と同じ時期に制作していた曲で。そのときに歌詞も完成していたんですよ。だから個人的にも「やっと出せた！」っていうのが嬉しかったですね。」[6]とコメントしている。
  - 神野はこの曲の歌詞に関して、「歌詞でいうと5年前くらいのものになりますね。」[6]と制作された時期に関して明言している。
  - また、神野は「そうですね。『フタリシズカ』に関しては、歌声も2年前のものなんです[4]。」と明かし、声に関し「感じますね。声のトーンが、何か明るい気がします。声変わりしたのかな（笑）[4]。」とコメントしている。
  - 杉岡は「『フタリシズカ』の友亜ちゃんの声にハマっています！[5]」とコメントし、「めっちゃツボなんです。自分たちの曲をカラオケで歌うことってあんまりないんですよ。(神野)友亜ちゃんの歌が上手すぎて難しくて、歌わないんですけど、これは歌いたいなと思います。歌い回しが大好きで、それを真似しながら歌ってみたい[4]。」とコメントしている。
  - これに関し、神野は「これ、めっちゃ息継ぎ大変ですよ。二番のサビとか、本当に続かないです（笑）。[4]」と歌唱時の難しさをコメントしている。
  - 歌詞に関して、神野は「“孤独”をテーマに歌詞を書いた気がしていて、もともとは「ヒトリシズカ」と書いていたんですよ。ヒトリシズカという花があるんですけど、でも「フタリシズカ」のほうが深くなって、孤独感も出るかな？と思ったのでそうしました。この歌詞は景色も多いので、私もお気に入りです。情景が浮かぶというか。[4]」と制作時のエピソードを話している。
  - これに関し、杉岡は「私は、高校ぐらいの時を思い出します。“大人になりたい”というところとか[4]。」とコメントし、「あと、ZARDさんみたいに、恋愛の歌詞だけど、支えられているような感覚を感じました[4]。」とコメントしている。
7. 琵琶湖大橋
  - この曲に関して、神野は「『琵琶湖大橋』は、地元が彦根の私にはとても馴染みがあるのですが、滋賀県以外の方々がどんな顔をして聞いてくれるのか、想像ができなくて、ちょっとワクワクしています。振りとかできたらいいなと思っている楽曲でもあるので、その点も楽しみです[5]」とコメントしている。
  - 神野は、歌詞に関連して「琵琶湖大橋の近くに、カンザキハナナ(寒咲花菜)の畑があるので、もしファンの人が琵琶湖大橋に行ってくれるなら、カンザキハナナ畑を見ていってほしいなと思います。冬の花です。[4]」とコメントしている。
  - 神野は「滋賀県が好きで、いろんなところに遊びに行ったんですよ。琵琶湖大橋は、向こう側に行く時に便利な道なので、よく使っていました。この前3人で通ったのですが、子供の頃は体が小さかった分、もっと大きく見えていたなと感じました[4]。」とエピソードを交え、この曲の制作した背景を明かした。
  - また、杉岡は「私とろ美さんは初めてだから、「こういう橋なんだ」って。すごくきれいで、これは通りたくなるなと思いました[4]。」とコメントしている。
  - また、神野は「もっと学生っぽい歌詞にしたかったんですけど、曲調に合わなくて、この歌詞になりました。主人公は20代で、もう恋愛はいいわ、みたいな感じのストーリーですね[4]。」と制作時のエピソードと歌詞に関して言及している。
  - 杉岡は「『星の光』と『琵琶湖大橋』のベースが、耳に残るようなフレーズで大好きなので、ライブで演奏するのが楽しみです。[5]」とコメントし、この曲に関しては「『琵琶湖大橋』、私も好きです。あの、ナレーションがめっちゃ好き[4]。」とコメントしている。
  - また、杉岡は「これを聴いていると、風景が思い浮かんで、めっちゃ行きたくなります。琵琶湖大橋に[4]。」とコメントしている。
  - 曲中のカーナビのナレーションは神野の声であると坂本が明かした[4]。
  - 神野は「ニヤつきながら録っていました（笑）。最初はもっとロボットっぽくやっていたんですけど、「もっと神野さんっぽく」というアドバイスをいただいて、笑いながら録りました[4]。」と収録時のエピソードを話している。
8. 役者犬のうた
  - 6thシングル
9. 雨は虹になる
  - この曲に関して、坂本は「英語で歌っているところ、めっちゃ好きです。“My heart is beautiful”のところの歌声がめっちゃ好き[4]。」とコメントしている。
  - 杉岡は「私は“カモミールの香りで”と歌っているところが好き[4]。」とコメントしている。
  - 神野は「花と香りは使いがちです。「雨は虹になる」は、マルーン5の「シー・ウィル・ビー・ラブド」という曲を、初めて聴いて号泣したんですよ。カフェで。その時に“今書ける！”と思って書いたフレーズをそのまま入れました。「シー・ウィル・ビー・ラブド」を聴いて、最上級の愛を感じて、こんな大きな愛を感じたことがないと思って、包み込まれて、泣いちゃいました。だから私も、こんな大きな愛の曲を歌いたいと思って書きました[4]。」と制作時のエピソードを話している。
10. 卒業式
  - 5thシングル
11. sanae
  - この曲に関して、坂本は「私は『sanae』の曲調やピアノのメロディーが好きなので、ピアノの表現をうまくできたらいいな、と思っています[5]」とコメントしている。